# تيري توماس
تيري توماس (20 أغسطس 1953 في الولايات المتحدة - 26 أكتوبر 1998) (بالإنجليزية: Terry Thomas)‏ هو لاعب كرة سلة أمريكي في مركز هجوم قوي الجسم. لعب مع ديترويت بيستونز.

## وصلات خارجية
- تيري توماس على موقع إن بي أي (الإنجليزية)
- تيري توماس على موقع سبورتس رفرنس (الإنجليزية)
- تيري توماس على موقع كلية كرة السلة في سبورتس رفرنس.كوم (الإنجليزية)
- تيري توماس على موقع ريلجم (الإنجليزية)
- تيري توماس على موقع بروبوليرز (الإنجليزية)